# 萩原睦男
萩原 睦男（はぎわら ちかお、1971年4月29日 - ）は、日本の政治家。群馬県吾妻郡長野原町長（3期）。

## 経歴
群馬県長野原町生まれ。群馬県立渋川高等学校、明治大学政治経済学部卒業。渋川高等学校在学中に、ボクシングに目覚め、大学時代にはプロボクサーライセンスを取得するといった経歴を持つ。2003年、北軽井沢郵便局長就任。2007年、積水ハウス株式会社に転職。2009年、衆議院議員秘書を経て、2014年より長野原町長就任（1期）。2018年に実施された町長選挙では再選を果たした（2期）。2022年、無投票で3選。

## 長野原町長選挙（1期目）
高山欣也前長野原町長の任期満了に伴って、長野原町長選挙に立候補。高山町政の後継者として出馬した元長野原町議会議長、竹内良太郎との一騎討ちが注目されたが、「刷新か継承か」のスローガンを掲げ、町政改革を訴えた萩原睦男が大差で当選した。2014年4月より、長野原町長（1期）。投票率は73.93％（前回無投票、前々回79.99％）。萩原睦男町長は、「厳しい選挙戦だったが、皆さんの絶大なる支援で当選することが出来た。長野原町の将来のために全力を尽くしたい」と決意を述べた。
以下、公約を掲げる。
マニフェスト
- 経済活性化と雇用確保
- 福祉充実と子育て支援
- 八ッ場ダム完成に向けた町づくり
- 観光と農業による活性化

生活再建の本丸は雇用確保。水没地区だけではなく、町全体のダムという概念で取り組むと力説。さらには、地域ブランドの創出、人脈を活かした積極的なトップセールスを行い、現状を打破し、明るい未来を作りたいと強調した。
※当日有権者数：4,917人 最終投票率：73.93%（前回比：-6.06pts）
| 候補者名   | 年齢 | 所属党派 | 新旧別 | 得票数  | 得票率 | 推薦・支持 |
| ---------- | ---- | -------- | ------ | ------- | ------ | ---------- |
| 萩原睦男   | 42   | 無所属   | 新     | 2,111票 | 58.9%  |            |
| 竹内良太郎 | 71   | 無所属   | 新     | 1,472票 | 41.1%  |            |

## 長野原町長選挙（2期目）
1期目の任期満了に伴い、2期目を立候補。無投票にて再選を果たした。2期目では、長野原町民全員が連携の心を持って共に歩んでいく「オールながのはら」の実現を願い、ひかり輝く町にするため「もっと前へ」進めていきたいと決意を強固にした。
以下、公約を掲げる
- 子育て経済的支援・高齢者生きがい支援
- 「あさま」と「やんば」を繋ぐオールながのはら連携の実現
- 障害の有無や年齢差によらない元気な町づくり
- 観光・農業・商工業の活性化

## 政策

### 町役場での方策（Ｈ26年以降 - 現在）
1. 公約実現のため、新たに企画政策課を設置
2. 長野原町に初の地域おこし協力隊の受け入れ[2]
3. 県内初の住民票交換機能を応桑郵便局に配備[3]
4. 地域活動支援センター「やまどり」の通所事業設置
5. 子ども子育て支援室の設置
6. フィルムコミッションの設立
7. 第五次総合計画の策定
8. 長野原町と跡見学園女子大学との相互協力に関する包括協定を締結
9. 空き家対策の一環として、空き家バンク事業を実施
10. 長野原町への移住者を増やす目的のため、婚活事業を実施
11. 長野原町町勢要覧の冊子作成
12. 西吾妻福祉病院あり方検討委員会の発足
13. 浅間園ビジターセンターの開園
14. 浅間山北麓ジオパークの認定
15. リビングストン（英語版）との姉妹都市協定が25周年を迎え、記念誌を発行
16. 観光ＰＲのため、首都圏にてイベント開催
17. 移住者向けの住宅改修補助金を創設
18. 起業者向けの起業支援事業補助金を創設
19. 町のパンフレット、ポスターのリニューアル
20. 財政計画の策定
21. 新庁舎等建設事業工事着手
22. ネットワーク強靱化
23. 長野原町防災フェスタの開催
24. 浅間園Wi-Fiエリア化
25. マスコットキャラクター「にゃがのはら」の誕生
26. 畜産経営安定化を図り、地域おこし協力隊（酪農ヘルパー）の導入
27. 浅間家畜育成牧場の遊歩道整備を観光利用のために尽力し実現。
28. 浅間山トレッキングコース（スカイロックトレイル）開通

### 住民サービス向上と災害対策（Ｈ26年度以降 - 現在）
1. インフルエンザ予防接種を中学生まで全額助成[4]
2. 豪雪等に対処するため、大型ロータリー除雪機の配備
3. 小型除雪機を必要地区に貸与し、交通弱者への通行を確保
4. 妊婦歯科検診補助金の創設
5. 歯周疾患検診事業
6. 医療、介護者向け「雇・住・育」応援プランの策定
7. 町営浅間園に非常食レストラン「崋山KAZAN」がオープン
8. 「北軽井沢移住計画」移住フォーラムの実施
9. 長野原高等学校生が議会の一般質問を傍聴し連携を深める
10. 応桑子ども園開園
11. 外出支援バス事業
12. こども館の充実（午後6時30分までを利用可とした）
13. 歩行者空間確保を図るため、小型除雪機3台導入
14. 結核・肺がん検診の実施
15. 骨髄移植ドナー助成事業
16. 幼稚園・保育所の再編成（幼稚園＋保育所＝「中央こども園」となる）
17. 学生や高齢者を対象とした草軽交通の定期券発行
18. 給食費の無償化、保育料の減免、子育て世代の経済的支援を実行
19. 児童発達支援事業所の開所

## 人物
- 座右の銘は、「百忍通意（ひたすら忍べば、意は必ず通じる）」。
- スポーツが得意。テニスは県大会優勝の腕前。
- プロボクサー時代に味わった辛さは、今の自分の礎になっていると語っている。
- 夢の実現のために、数十万を片手に世界を旅する。約1年間かけて10数カ国を旅した。
- 政治家を志したのは、長野原町の町おこしのため。政治の修行をした国会議員秘書時代は、正月からお盆まで殆ど休日がなかったが、ひたすらに頑張ったという [5]。
- 最近では長野原町猟友会の席で、「担い手不足の解消と有害鳥獣駆除に対して、真剣に向き合いたい」と進言し、試験や講習を経て資格を取得している。

## 出演番組
- 秘密のケンミンSHOW「北軽井沢特集」2016年8月25日
- リーダーズアイ「長野原町長選で初当選 萩原睦男さん」2014年4月21日[6]